# Bagrat II. Bagratuni
Bagrat II. Bagratuni (armenisch Բագրատ Բ Բագրատունի, arabisch بقرت إبن Buqrāṭ ibn Ashūṭ; † nach 851) war ein armenischer Adliger der Bagratiden-Dynastie und der Ishkhan Ishkhanats („Fürst der Fürsten“) des Ostikanat Arminiya (Armenien unter arabischer Oberhoheit) zwischen 830 und 851. Er war Nachfolger seines Vaters, Ashot IV. Bagratuni, als Herr von Taron (Տարոն) ab 826. 830 wurde er vom Kalifen al-Ma'mūn aus der Dynastie der Abbasiden zum Ischchan Ischchanats ernannt. 849 führte er eine offene Rebellion gegen die Abbasiden in Armenien. Daraufhin wurde Bugha al-Kabir (arabisch بوقا الكبير) entsandt, der die Rebellion in einer dreijährigen Kampagne niederschlug. Bagrat wurde während Verhandlungen 851 mit Tücke gefangen genommen und als Gefangener in die Hauptstadt der Abbasiden geschafft, nach Samarra. Er wurde in Taron durch seine Söhne abgelöst, während der Titel des Ischchan an seinen Neffen ging, den späteren König Aschot I. (Armenien).

## Leben
Bagrat war der älteste Sohn von Ashot IV. Bagratuni, der zum Zeitpunkt seines Todes 826 den größten Teil des Armenischen Hochlands unter seine Kontrolle gebracht hatte und von den Abbasiden als Ischchan von Armenien anerkannt war. Nach seinem Tod teilten Bagrat und sein Bruder Sembat (Սմբատ Բագրատունի) ihr Erbe zwischen sich: Bagrat übernahm die Regionen um Taron, Khoith und Sassoun, das heißt, die angestammten Familienländereien am Oberlauf des Euphrates, während Sembat die Ländereien um Bagaran und am Fluss Araxes erhielt. In einem wohlüberlegten Schachzug um die Brüder auseinanderzubringen teilte die abbasidische Regierung Aschots Macht und übertrug auf Sembat den Titel des Sparapet (Oberkommandierender), während Bagrat vier Jahre nach dem Tod seines Vaters zum Ishkhan Ishkhanats′ (Oberster Fürst) ernannt wurde. Bagrat war womöglich der erste Fürst, der den Titel trug neben dem althergebrachten „Fürst von Armenien“.
Die Berechnungen der Abbasiden gingen auf, da die beiden Brüder viel Zeit mit internen Streitereien verbrachten. 841 beispielsweise veranlasste Bagrat die armenischen Bischöfe den Katholikos von Armenien, Johannes IV., absetzen, aber er wurde prompt wieder-installiert in seinem Amt durch Sembat mit der Unterstützung der anderen Fürsten. Dennoch konnten die armenischen Fürsten ihre Lage nutzen, als das Kalifat mit der Churramiten-Rebellion (persisch خرمدینان) von Babak Chorramdin beschäftigt war. Sie konnten in dieser Zeit einen bedeutenden Grad an Autonomie pflegen. Sembat, der als Geisel am Hof des Kalifen verbracht hatte, war vorsichtiger und scheute eine offene Herausforderung der arabischen Mächte. Aber auch gemeinsam waren die beiden Brüder nicht stark genug um die abbasidische Herrschaft abzuschütteln. Bagrat beteiligte sich denn auch an der Plünderung von Amorion durch Kalif al-Muʿtasim gegen das Byzantinische Reich 838 und er kämpfte sogar in der Schlacht bei Dazimon gegen den Kaiser Theophilos. 841 revoltierten die Armenier allerdings unter der Führung des sparapet Sembat gegen die Ernennung des Gouverneurs des Kalifen Khalid ibn Yazid al-Shaybani, der in seine vorherigen Amtszeiten enorm unpopulär geworden war und sowohl bei den christlichen, als auch bei den arabischen Fürsten des Landes keinen Rückhalt mehr hatte. Die Rebellen erwirkten seine Abberufung durch den Kalifen und seine Ersetzung durch den schwächeren und nachgiebigeren Ali ibn Husayn, dem die Armenier nicht nur die Steuern vorenthielten, sondern auch die Hauptstadt Bardaa blockierten.
Damit konnte sich Armenien während der Regierungszeit von Kalif al-Wāthiq (842–847) außerhalb der Kontrolle der Abbasiden halten, aber die Machtübernahme durch den energischen al-Mutawakkil 847 brachte einen Herrscher auf den Thron, der den Willen hatte, die Herrschaft der Abbasiden wiederherzustellen. 849 ernannte der Kalif einen neuen Gouverneur für Arminiya: Abu Sa'id Muhammad al-Marwazi. Als dieser mit seiner Armee nach Armenien einziehen wollte, wurde er jedoch an der Grenze von Gesandten Bagrats mit Geschenken und mit dem versprochenen Tribut empfangen um die Arabischen Steuereintreiber davon abzuhalten ins Land zu kommen. Das war ein offener Affront durch Bagrat, aber Abu Sa'id zog es für den Moment vor, sich zurückzuziehen. Im nächsten Jahr sandte Abu Sa'id zwei lokal Arabische Fürsten, al-Ala ibn Ahmad al-Azdi und Musa ibn Zurara (den Emir von Arzen, der mit einer Schwester von Bagrat verheiratet war), um die beiden südlichen Provinzen von Taron und Vaspurakan zu unterwerfen, auf den Vorwand hin, die Steuern einzunehmen. Damit war der in offene Konflikt zwischen den Arabern und Bagrat und dem Artzruni-Herrscher von Vaspurakan, Ashot I unvermeidlich. Aschot besiegte al-Ala und vertrieb ihn von seinem Territorium und unterstützte dann Bagrat. Die armenischen Armeen stellten und besiegten Musa in der Nähe der Hauptstadt von Taron, Mush, and pursued him until Baghesh. Sie hielten erst ein auf Flehen von Musas Frau, der Schwester Bagrats. Die Armenier massakrierten daraufhin die arabischen Siedler in Aghdznik, woraufhin der Kalif mit Macht antwortete. Abu Sa'id schickte 851 eine neue Expedition los, starb aber auf dem Weg, und sein Sohn, Yusuf ibn Abi Sa'id al-Marwazi, übernahm die Führung der Expedition. Die Ankunft der Abbasiden-Armee in seinem Territorium bewegte Aschot Artzruni einen separaten Frieden mit den Arabern auszuhandeln, wodurch auch Bagrat dazu gezwungen war, in Verhandlungen mit Yusuf zu treten. Während der Gespräche wurde Bagrat jedoch, mit Wissen seines Bruders, gefangen und in die Hauptstadt des Kalifats gebracht, nach Samarra.
Bagrats Entführung führte dazu, dass seine Untertanen im folgenden Jahr Yusuf töteten. Al-Mutawakkil antwortete darauf mit der Entsendung einer großen Armee unter dem türkischen General Bugha al-Kabir. Im Verlauf der nächsten drei Jahre eroberte Bugha methodisch die ganze Provinz Arminiya zurück, von den südlichen Regionen um Taron und Vaspurakan bis hinauf zu den Fürstentümern des kaucksischen Albania und den größten Teil von Iberien im Norden. Die Fürsten von Armenien blieben geteilt und befassten sich mit ihren eigenen persönlichen Rivalitäten, was die abbasidische Rückeroberung erleichterte, zumal sie teilweise an der Seite der Truppen des Kalifen kämpften und ihre Rivalen in Gefangenschaft brachten. Die Wiederaufrichtung der abbasidischen Herrschaft wurde auch durch zehntausende Exekutionen begleitet. Es gab keine Schonung für die fürstlichen Familien, gleich ob sie christlich oder moslemisch waren: Als Bugha 855 nach Samarra zurückkehrte, waren die meisten Fürsten von Armenien zusammen mit ihren Söhnen Gefangene am Hof des Kalifen. Trotzdem wurden die armenischen Fürsten nach und nach wieder freigelassen und ihre Ländereien zurückgegeben: Bagrats Söhne Aschot und David folgten ihm als Herrscher von Taron, nur ein kleiner Teil der Region ging wohl an einen Fürsten der Artzruni-Familie, Gurgen I. Artzruni den Sohn von Abu Belj. Der Titel sparapet wurde Aschot V. Bagratuni, dem Sohn von Sembat, verliehen, der 862 auch Ischchan Ischchanats' wurde, wodurch er 884 letztlich Herrscher des quasi unabhängigen Bagratidenreich von Armenien wurde.